# Slunéčko pestré
Slunéčko pestré (Hippodamia variegata) je brouk z čeledi slunéčkovití, který měří 3,5 až 5 milimetrů.
Jedná se o velmi často se vyskytující druh slunéčka. Vyskytuje se v palearktické oblasti od nížin až po horské oblasti. Lze jej nalézt na různých druzích rostlin, především na jejich květech. Zbarvení povrchu těla je proměnlivé.

## Popis

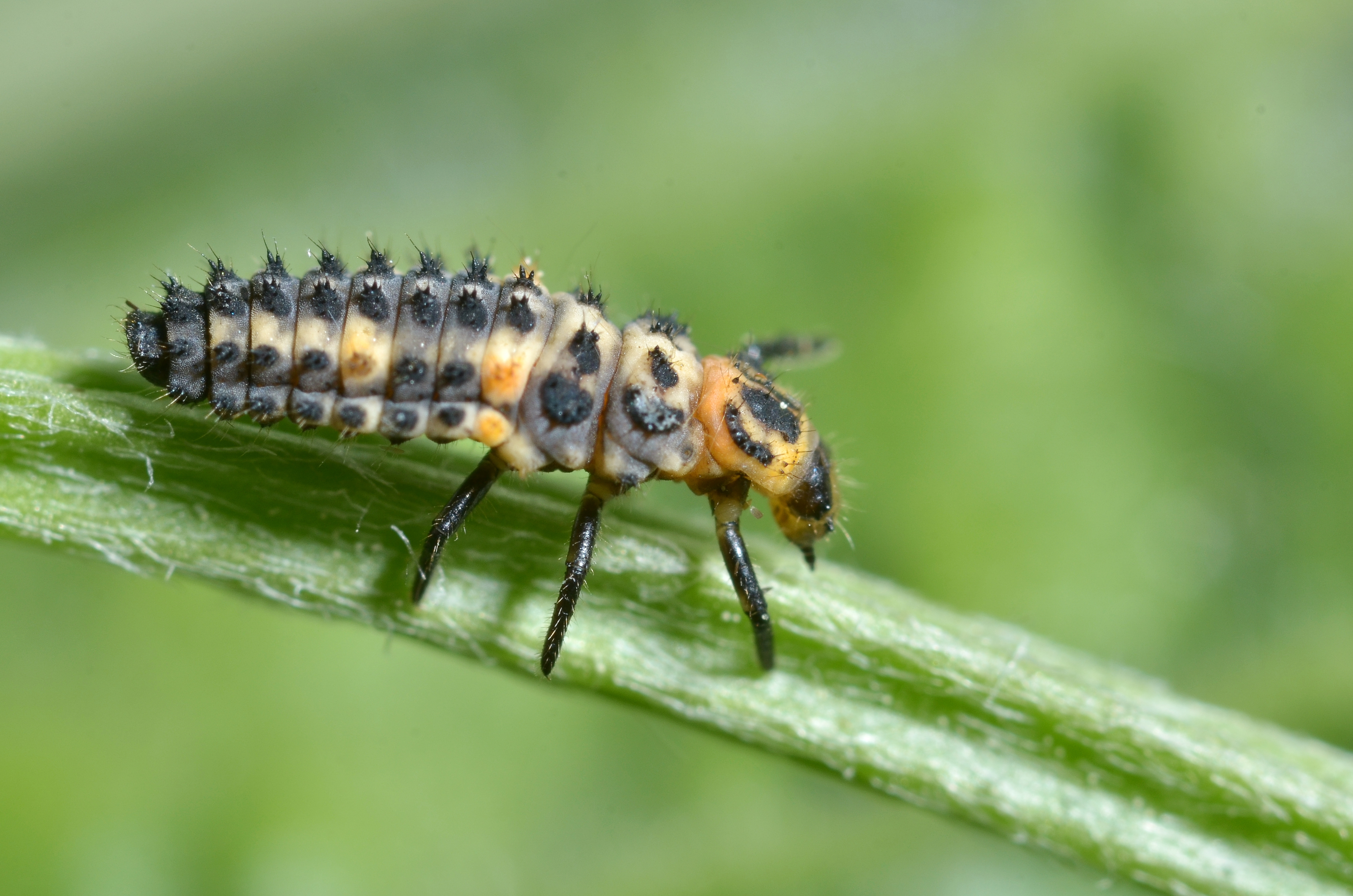
Larva

Krovky jsou oranžově červené s černými skvrnami. Skvrna u pronota je kosočtverečná. Počet skvrn a vzor je velmi proměnlivý, někdy skvrny splývají, někdy naopak chybí. Zbarvení hlavy se liší podle pohlaví; u samců je vpředu bílá s 2 černými skvrnami, zatímco u samic je černá s 2 bílými skvrnami. Tykadla jsou žlutá. Larva je tmavě šedá s oranžovými skvrnami.

## Potrava
Stejně jako další druhy z čeledi slunéčkovití se slunéčko pestré živí mšicemi, například na kopřivách a bodlácích.